# مخلوقات أعماق البحار

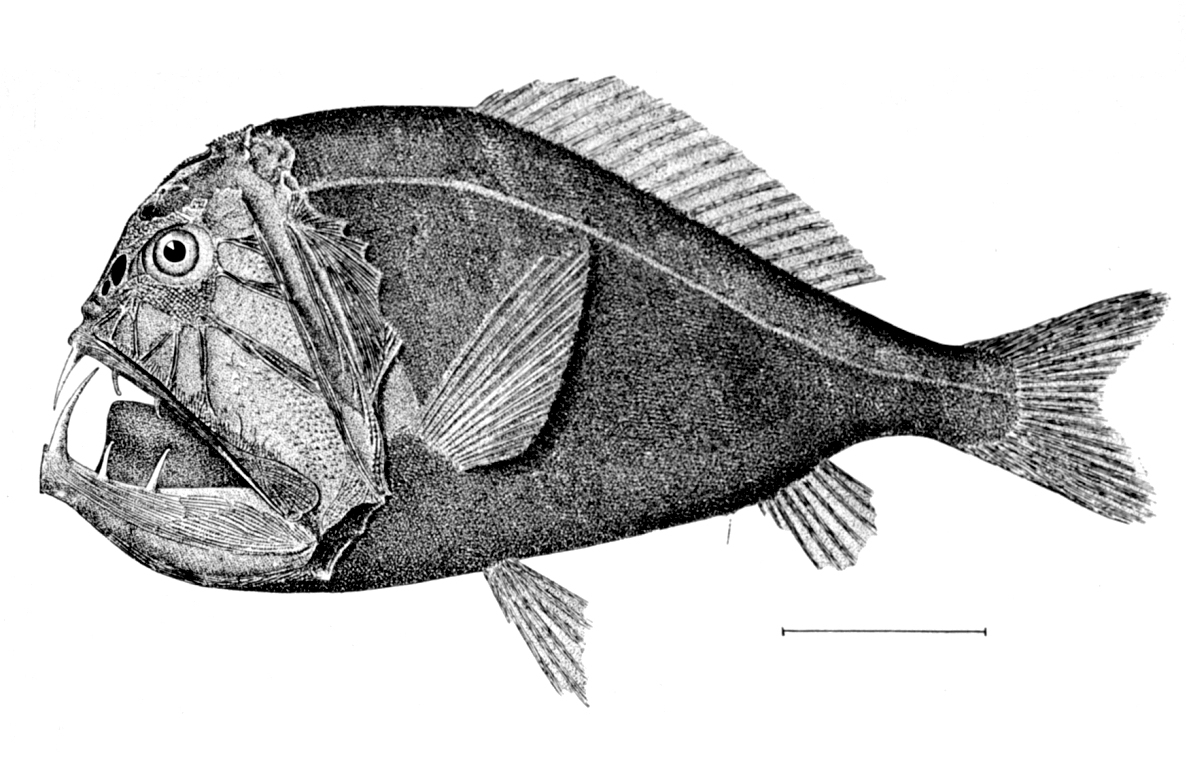
ناب السن الشائعة، أنوبلوجاستر كورنوتا (Anoplogaster cornuta).

يشير مسمى «مخلوق أعماق البحار» إلى الكائنات الحية التي تعيش تحت المنطقة الضوئية في المحيط. على هذه المخلوقات أن تعيش في ظروف قاسية للغاية، مثل ما يصل لمئات من بارات الضغط، ونسب قليلة من الأكسجين، وقلة قليلة من الطعام، وانعدام ضوء الشمس، والبرد القارس والمتواصل. معظم المخلوقات تضطر أن تعتمد على الطعام الذي يعوم من الأسفل للأعلى.
تعيش هذه المخلوقات في بيئات صعبة للغاية، مثل المناطق العمق السحيق أو مناطق الأخاديد القاعية العميقة (الهادال)، والتي تكاد أن تكون خالية تمامًا من الضوء باعتبارها على بعد آلاف من الأمتار تحت سطح الأرض. تتراوح درجة حرارة الماء بين 3 و 10 درجات سيليزية ويحتوي على مستويات منخفضة من الأكسجين. يتراوح الضغط بين 20 و1000 بار بسبب العمق. قامت المخلوقات التي تعيش على عمق مئات أو حتى آلاف من الأمتار في المحيط بالتكيف مع الضغط العالي، وقلة الضوء، وعوامل أخرى.

## الضغط الجوي
لقد تطورت هذه الحيوانات لتتعايش مع الضغط الشديد في المناطق شبه المضاءة. يرتفع الضغط بحوالي بار واحد كل عشرة أمتار. إن العديد من الأسماك صغيرة الحجم وذلك من أجل التكيف مع الضغط. كما تمكنت هذه المخلوقات من القضاء على جميع التجاويف الزائدة التي قد تتدهور صحتها تحت الضغط، مثل مثانة العوم.

## قلة الضوء
إن قلة الضوء تتطلب أن يكون لدى المخلوقات وسائل تكيُّف خاصة للعثور على الطعام وتجنب الحيوانات المفترسة والعثور على الأزواج. إن معظم هذه الحيوانات لديها عيون كبيرة للغاية بها شبكية العين التي بنيت أساسا من خلايا نَبُّوتِيَّة، والتي تزيد من الحساسية. كذلك طورت العديد من الحيوانات مجسات كبيرة لتحل محل الرؤية المحيطية. تطورت العديد من هذه الأسماك لتكون خنثى لتكون قادرة على التكاثر، مما يغنيها عن الحاجة إلى العثور على قرين. كما طورت العديد من المخلوقات حاسة شم قوية للتعرف عن المواد الكيميائية التي تطلقها الأزواج.

## قلة الموارد

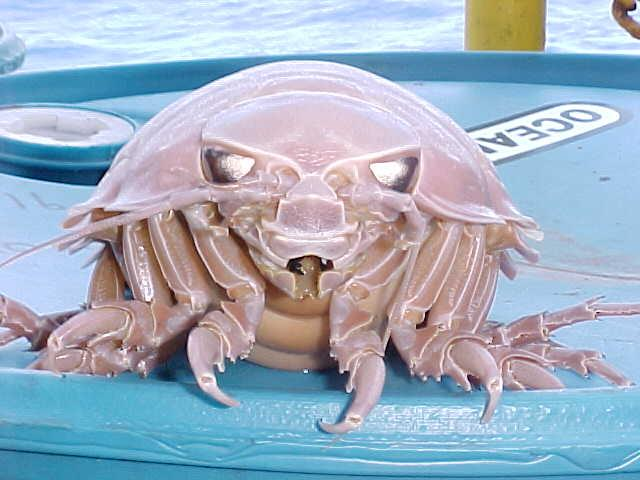
آيزوبود عملاق، باثينوموس جيجانتيوس (Bathynomus giganteus)

لا يوجد ما يكفي من الضوء اللازم لعملية التمثيل الضوئي بهذا العمق، كذلك لا يوجد ما يكفي من الأكسجين اللازم لدعم الحيوانات التي تحتوي على نسبة عالية من الأيض.
لدى هذه المخلوقات عمليات أيض أبطأ والتي تتطلب نسبة أقل من الأوكسجين من أجل البقاء على قيد الحياة؛ حيث بإمكانها العيش لفترات طويلة دون غذاء. تأتي معظم المواد الغذائية إما من مواد عضوية تسقط من أعلى أو من افتراس كائنات أخرى استمدت طعامها من خلال عملية التخليق الكيميائي (عملية تحويل الطاقة الكيميائية إلى طاقة غذائية). بسبب التوزيعات المتفرقة للمخلوقات، هناك دائمًا بعض الأكسجين والطعام على الأقل. أيضًا، بدلاً من استخدام الطاقة للبحث عن الطعام، تستخدم هذه المخلوقات وسائل تكيف خاصة لنصب الكمائن للفريسة.

### بيئة نقص الأوكسجين
تتطلب المخلوقات التي تعيش في المناطق شبه السحيقة أساليب تكيف للتعامل مع مستويات الأكسجين المنخفضة بشكل طبيعي.

### أعماق البحار العملاقة

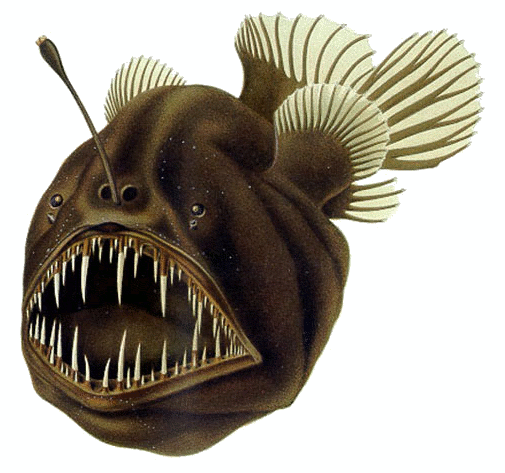
سمك الحدباء anglerfish : Melanocetus johnsonii

يصف مصطلح العملاق في أعماق البحار التأثير الذي يسببه العيش في هذه الأعماق على أحجام أجسام بعض الكائنات، خاصةً بالنسبة إلى حجم ممن هم من نفس الفصيلة والذين يعيشون في بيئات مختلفة. هذه المخلوقات عادة ما تكون أكبر بكثير من نظيراتها. يجسد اللآيزوبود العملاق (المتعلق بحشرة الحبوب الشائعة) مثالا حيا على هذا. حتى تاريخنا هذا، لم يتمكن العلماء من شرح حالة عملاق أعماق البحار إلا في حالة دودة الأنبوب العملاقة فقط. فيعتقد العلماء أن هذه المخلوقات أكبر بكثير من ديدان أنابيب المياه الضحلة وذلك لأنها تعيش على الفتحات الحرارية المائية التي تطرد كميات هائلة من الموارد.نظرًا لأن الكائنات لا تضطر إلى إستنزاف الطاقة في تنظيم درجة حرارة الجسم ولديها حاجة أقل للنشاط، فيُعتَقدُ بأن بإمكانها تحديد المزيد من الموارد لعمليات الجسم.
توجد أيضًا حالات في أعماق البحار حيث تكون بعض المخلوقات صغيرة بشكل غير طبيعي، مثل سمكة قرش الفانوس التي يتلائم حجمها مع راحة الإنسان البالغ.

### الضيائية الحيوية

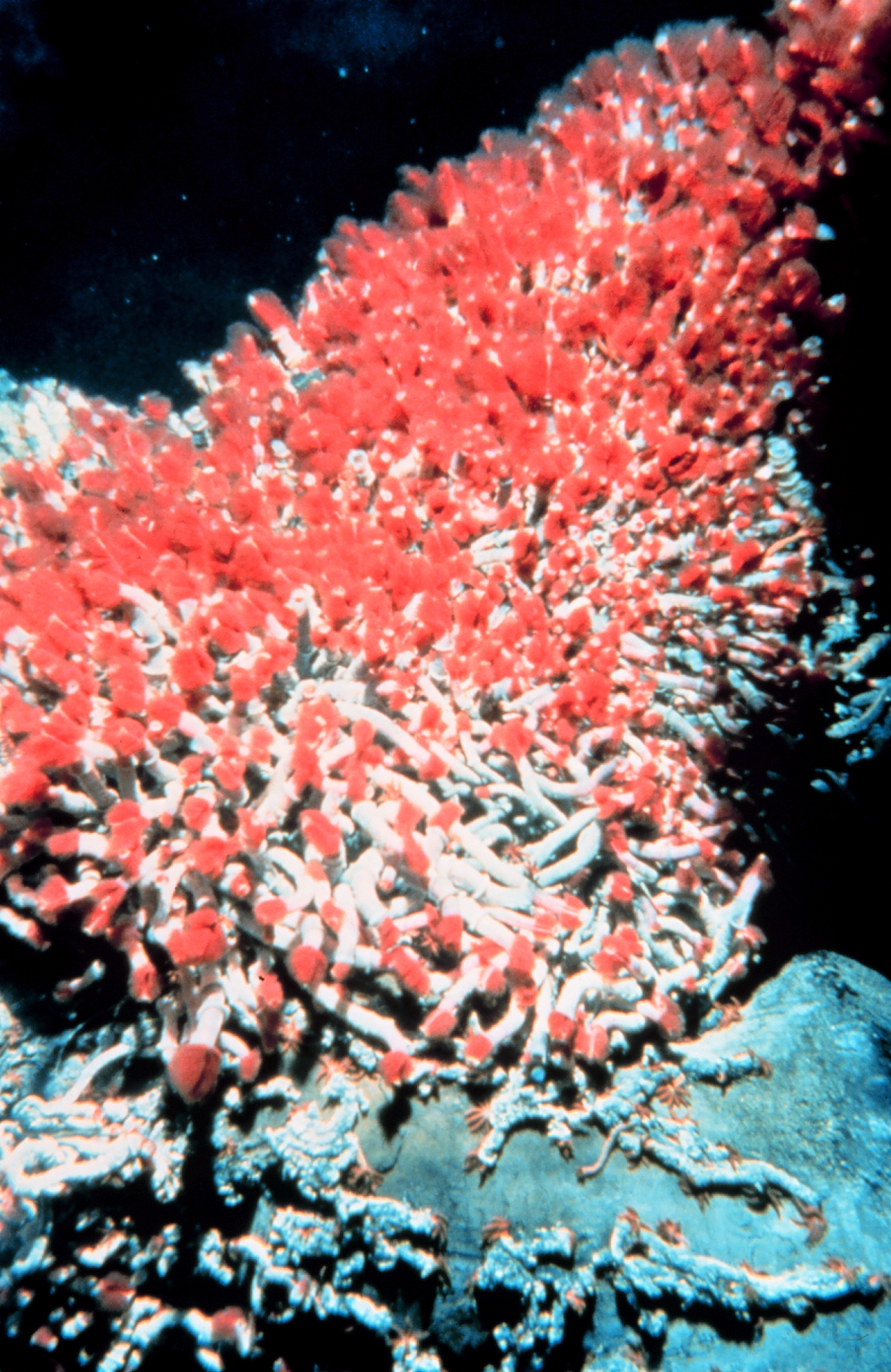
أصغر أبناء عمومة من الديدان الأنبوبية العملاقة تتغذى على تنفيس حراري مائي.

الضيائية الحيوية (التلألؤ البيلوجي) هي قدرة الكائن الحي على خلق الضوء عن طريق التفاعلات الكيميائية. تستخدم المخلوقات الضياء الحيوي بالعديد من الطرق: لتسليط الضوء على طريقها، أو لجذب الفرائس، أو لإغواء الزوج. تعتبر العديد من الحيوانات التي تعيش تحت الماء ضيائية حيوية — ابتداءً من أسماك الأفعى إلى الأنواع المختلفة من الأسماك الوميضية، والتي تم تسميتها بسبب ضوئها. تحتوي بعض المخلوقات مثل أسماك أبو الشص على تركيز فوتوفور في أحد الأطراف الصغيرة التي تبرز من أجسامها، والتي تستخدمها كإغراء لصيد الأسماك الفضولية.يمكن للضيائية الحيوية أيضا أن تربك الأعداء. تتطلب العملية الكيميائية للضيائية الحيوية على الأقل مادتين كيميائيتين: المادة الكيميائية المنتجة للضوء والتي تسمى باللوسيفرين (luciferin) والتفاعل الذي ينتج مادة كيميائية تسمى باللوسيفيراز (luciferase). يحفز اللوسيفيراز أكسدة اللوسيفرين مسبباً للضوء وينتج عنه أوكسيلوسيفيرين غير نشط. فيجب إنتاج لوسيفيرين جديد من خلال النظام الغذائي أو من خلال التوليف الداخلي. 

### التصنيع الكيميائي
نظرًا لأنه لا يوجد سوى القليل من أشعة الشمس في هذه المستويات العميقة، فالتركيب الضوئي ليس وسيلة ممكنة لإنتاج الطاقة، مما يترك بعض الكائنات مع صعوبة في كيفية إنتاج الغذاء لأنفسهم. بالنسبة للدودة الأنبوبية العملاقة، فتكمن الإجابة على شكل بكتيريا. إن هذه البكتيريا قادرة على القيام بعملية التخليق الكيميائي وتعيش داخل دودة الأنبوب العملاقة، التي تعيش على الفتحات الحرارية المائية. تنفث هذه الفتحات كميات هائلة جدًا من المواد الكيميائية، والتي يمكن لهذه البكتيريا أن تحولها إلى طاقة. إن هذه البكتيريا قادرة أيضًا على التحرر من المضيف وتنتج حصائر من البكتيريا في قاع البحر حول الفتحات الحرارية المائية، حيث تعمل كغذاء للكائنات الأخرى.إن البكتيريا مصدر رئيسي للطاقة في السلسلة الغذائية. يخلق مصدر الطاقة هذا أعدادًا كبيرة في المناطق المحيطة بالفتحات الحرارية المائية، والتي توفر للعلماء نقطة توقف سهلة للبحث. يمكن للكائنات الحية أيضًا استخدام التخليق الكيميائي لجذب الفرائس أو لجذب الزوج.

## أبحاث أعماق البحار

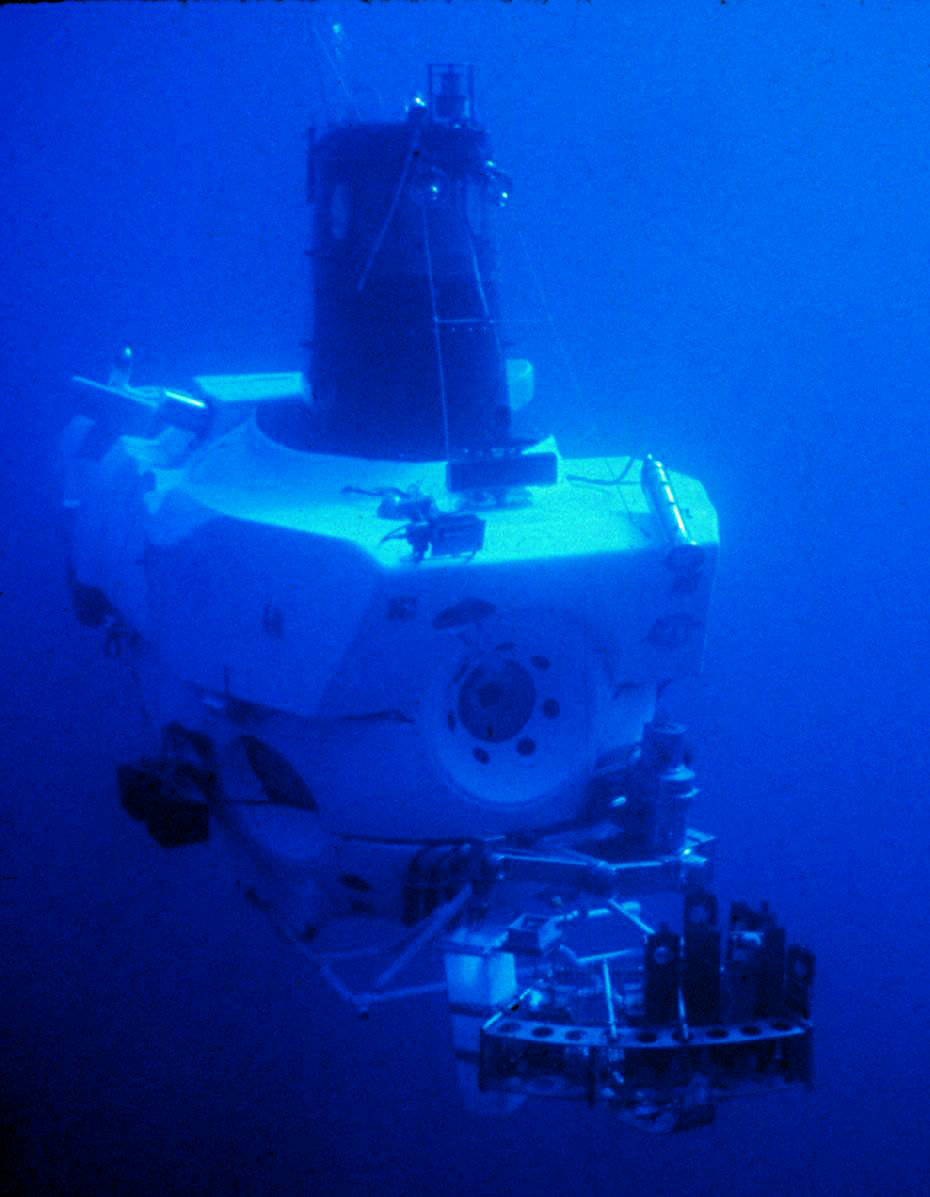
ألفين في عام 1978، أي بعد عام من استكشاف الفتحة الحرارية المائية الأولى.

لقد استكشف البشر أقل من 3٪ من قاع المحيط، ويتم اكتشاف العشرات من الأنواع الجديدة من الكائنات البحرية العميقة مع كل مرة غوص. تمثل الغواصة DSV ألفين — التي تمتلكها البحرية الأمريكية والتي تديرها مؤسسة وودز هول لعلوم المحيطات (WHOI) في وودز هول، ماساتشوستس — مثالا من نوع السفينة المستخدمة لاستكشاف المياه العميقة. يمكن لهذه الغواصة التي يبلغ وزنها 16 طن أن تتحمل الضغط الشديد ويمكنها المناورة بسهولة على الرغم من وزنها وحجمها.
إن الفرق الكبير في الضغط بين قاع البحر والسطح يجعل بقاء المخلوق على قيد الحياة على السطح شبه مستحيل؛ مما يجعل هذا البحث المتعمق أمرًا صعبًا لأن معظم المعلومات المفيدة لا يمكن الحصول عليها إلا عندما تكون الكائنات على قيد الحياة. سمحت التطورات الأخيرة للعلماء بالنظر إلى هذه المخلوقات عن كثب ولوقت أطول. اكتشف عالم الأحياء البحرية جيفري درازين حلاً، وهو عبارة عن فخ السمك المضغوط. يمسك هذا الفخ مخلوقًا من المياه العميقة، ثم يضبط ضغطه الداخلي ببطء إلى مستوى ضغط السطح بينما يتم إحضاره إلى السطح، على أمل أن يتمكن المخلوق من التكيف.
قام فريق علمي آخر من جامعة Pierre et Marie Curie بتطوير جهاز التقاط يعرف باسم PERISCOP، والذي يحافظ على ضغط الماء مثل ضغط السطح، مما يحفظ العينات في بيئة ذات ضغط عال أثناء الصعود. يسمح هذا بالقيام بدراسة وثيقة على السطح دون أي اضطرابات في الضغط التي قد تؤثر على العينة.

## في الثقافة الشعبية
عرضت بلو بلانيت في بي بي سي مخلوقات أعماق البحار، وسلطت الضوء على سماتها الغريبة.

## روابط خارجية
- عرض شرائح التنوع في أعماق المحيطات - بوابة سميثسونيان للمحيطات
- البحر والسماء: وحوش البحر العميق - تفاصيل حول مخلوقات معينة
- حديقة خليج مونتيري للأحياء المائية: دليل ميداني مباشر على الإنترنت - تفاصيل حول كائنات محددة
- صفحة الويب تلألؤ بيولوجي - مورد جيد على تلألؤ بيولوجي
- NeMO Explorer - مورد جيد في التركيب الكيميائي
- عجائب البحر - عرض شرائح من مجلة الحياة
- مخلوقات أعماق البحار - مقالات وحقائق وصور لحيوانات أعماق البحار